# عبد الفتاح محمد أمين الياسين
عبد الفتاح محمد أمين الياسين هو سياسي عراقي راحل، ولد في تكريت سنة 1934، وتوفي في إمارة الشارقة في 1 نيسان 2017.
حصل على شهادة البكالوريوس من كلية التجارة والاقتصاد عام 1955، انتمى إلى حزب البعث العربي الاشتراكي عام 1952، وعمل موظفاً في مؤسسات الدولة العراقية المختلفة وتدرج فيها فقد عمل معاونا للمدير العام لمصلحة صناعة السكر في الموصل.
تبوأ مناصب عدة منذ العام 1969 بينها سفير العراق في بيروت، وامضى مدة طويلة في الوظيفة العامة والعمل السياسي منذ الخمسينات من القرن الماضي.
شغل منصب عضو مجلس قيادة الثورة بين أيلول 1977 إلى حزيران 1982، وهو بذلك بدرجة وزير.
في تموز 1979، عين رئيسا للجنة التحقيق الخاصة في قضية قاعة الخلد.
شغل منصب وزير الحكم المحلي للفترة من 16 تموز 1979 حتى 27 تموز 1982، كما شغل منصب وزير الشباب في 10 آب 1986 خلفا لنوري فيصل شاهر الحديثي الذي أقيل في 17 حزيران 1986. ألغيت وزارة الشباب في 28 أيلول 1987، وأقيل عبد الفتاح الياسين من منصب الوزير في 11 أيار 1988
شغل إدارة مكتب القيادة القومية لحزب البعث العربي الاشتراكي في بغداد قبل مغادرته العراق في نيسان 2003، وإقامته بدولة الإمارات العربية المتحدة، وهو اب لثلاثة أبناء ولدان وبنت.
شقيقه هو اللواء حسام محمد أمين الذي كان يعمل مديرا عاما لدائرة الرقابة الوطنية في العراق قبل الاحتلال الأمريكي عام 2003.